# Packat & klart
Packat och klart var ett resemagasin i SVT. Det första programmet sändes  den 6 februari 1987 och det sista 28 april 2008.
Programledare var Rolf Egil Bergström 1987–1988, Bo Ingerstam 1988–1993 och Anders Rosén 1995–2008. Programmet producerades av SVT i Falun.